# Thundersley
Thundersley est une ville de l’Essex, en Angleterre. Elle est située dans le sud-est du comté, entre les villes de South Benfleet et Hadleigh. Administrativement, elle relève du borough de Castle Point, dont elle est le chef-lieu.

## Toponymie
Thundersley est un nom d'origine vieil-anglaise. Il désigne un bosquet (lēah) consacré au dieu Thunor. Ce toponyme est attesté sous la forme Thunreslea dans le Domesday Book, compilé en 1086.